# Dicionário Houaiss da Língua Portuguesa
O Grande Dicionário Houaiss da Língua Portuguesa é um dicionário de língua portuguesa elaborado pelo lexicógrafo brasileiro Antônio Houaiss. A primeira edição foi lançada em 2001, no Rio de Janeiro, pelo Instituto Antônio Houaiss.
O projeto de confecção do dicionário começou em 1985. Antônio Houaiss tinha a ambição de criar o mais completo dicionário de língua portuguesa já compilado. Dezesseis anos depois, o Dicionário Houaiss foi concluído, contando durante esse período com uma equipe de edição com mais de 150 especialistas brasileiros, portugueses, angolanos e timorenses.
Lançado em setembro de 2001, logo foi eleito "o mais completo dicionário brasileiro" pela revista Época, considerado "imbatível" pela revista Veja e consagrado como o grande lançamento editorial de 2001 pelo Caderno B e pela Revista de Domingo, do Jornal do Brasil, assim como pelos jornais O Globo, Estado de Minas e Jornal da Tarde.
O Dicionário Houaiss traz cerca de 228 500 verbetes, 376 500 acepções, 415 500 sinônimos, 26 400 antônimos e 57 000 palavras arcaicas. Além da quantidade de verbetes, a equipe de edição pesquisou também as etimologias de cada palavra e o seu primeiro registro no idioma português. O vocabulário do Dicionário Houaiss abrange a terminologia atual do setor tecnológico e científico, assim como nomenclaturas atualizadas no campo da zoologia, botânica e anatomia, e ainda expressões populares e termos específicos do português europeu, brasileiro, africano e asiático. No Brasil, o Dicionário Houaiss é um dos dicionários mais prestigiados, ao lado do Dicionário Aurélio, e dos mais vendidos, ao lado deste e do Dicionário Michaelis. Em 2002, surgiu uma versão adaptada do dicionário para o mercado de Portugal, onde o Dicionário tem vindo a tornar-se uma obra de referência importante também [carece de fontes?].
O Instituto Antônio Houaiss de Lexicografia editou também dicionários menores, como o Dicionário de Conjugação Verbal e o Dicionário de Sinônimos e Antônimos.
Em 2012, o Ministério Público Federal (MPF) ajuizou, no dia 22 de fevereiro uma ação civil pública contra a Editora Objetiva e o Instituto Antônio Houaiss, solicitando a imediata retirada de circulação, suspensão de tiragem, venda e distribuição das edições do Dicionário Houaiss. A ação se baseava no significado apresentado pela palavra cigano no dicionário: “que ou aquele que trapaceia; velhaco, burlador” e “que ou aquele que faz barganha, que é apegado ao dinheiro; agiota, sovina". Consoante a alegação, os termos seriam pejorativos e a publicação seria discriminatória e preconceituosa em relação à etnia cigana., o que, supostamente, contribuiria para a depreciação no entorno da palavra cigano.

## Versão eletrônica
| Versão                 | Data             | Peculiaridade                                                         |
| ---------------------- | ---------------- | --------------------------------------------------------------------- |
| 1.0                    | 2001             |                                                                       |
| 2.0                    | 2005             | Corrige diversos bugs, como o do artigo "3-D", que travava o programa |
| 2.0a                   | Abril de 2007    |                                                                       |
| 3.0                    | 2009             | Nova interface gráfica Adequação ao Acordo Ortográfico                |
| 2009.3 (nova marcação) | Novembro de 2009 |                                                                       |